# Michael Kopatz

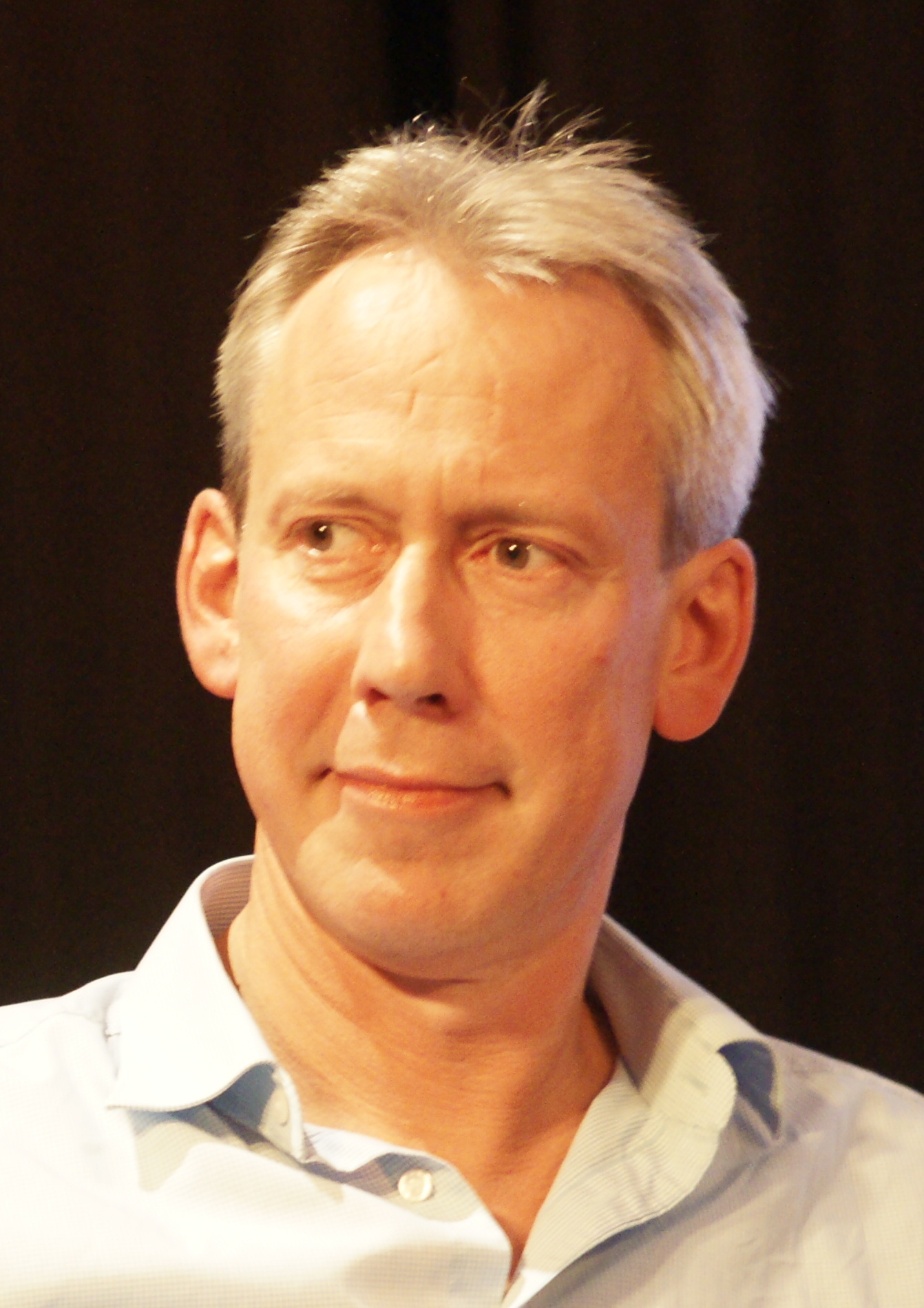
Michael Kopatz, 2016

Michael Kopatz (* 29. April 1971 in Osnabrück) ist ein deutscher Umweltwissenschaftler. Er ist Dozent und Projektleiter im Wuppertal Institut für Klima, Umwelt, Energie (von 08/2022 – 07/2028 beurlaubt). Von 2011 bis 2017 war er Lehrbeauftragter an der Leuphana Universität Lüneburg und der Universität Kassel. Bei den niedersächsischen Kommunalwahlen am 11. September 2016 wurde er für die Partei Bündnis 90/Die Grünen in den Rat der Stadt Osnabrück gewählt. In seinem gleichnamigen Buch hat er den Begriff Ökoroutine in die Diskussion eingebracht. Seit Juli 2022 ist er Dezernent für Klimastrukturwandel, Bauen, Stadtplanung und Mobilität der Stadt Marburg.

## Leben
Von 1993 bis 1997 studierte Kopatz Sozialwissenschaft mit dem Schwerpunkt Umweltpolitik und Umweltplanung an der Carl von Ossietzky Universität Oldenburg. 2006 erfolgte dort seine Promotion zum Dr. rer. pol. mit der Arbeit „Nachhaltigkeit und Verwaltungsmodernisierung: Eine theoretische und empirische Analyse am Beispiel nordrhein-westfälischer Kommunalverwaltungen“.
Seit 1997 ist Kopatz wissenschaftlicher Mitarbeiter im Wuppertal Institut, seit 2007 als Projektleiter in der Forschungsgruppe Energie-, Verkehrs- und Klimapolitik. Von 2007 bis 2008 war er Projektleiter und Mitautor der von Misereor und BUND geförderten Studie Zukunftsfähiges Deutschland in einer globalisierten Welt, die von Wissenschaftlern des Wuppertal Instituts erstellt wurde. Später war er Projektleiter und Hauptautor der Studie Zukunftsfähiges Hamburg und weiterer populärwissenschaftlichen Werke.
Seine Arbeitsschwerpunkte sind die Auswirkungen der Energiewende auf Armutshaushalte, kommunaler Klimaschutz, Energiesuffizienz und die Ausgestaltung einer nachhaltigen Wirtschaft (Resilienzökonomie). Außerdem beschäftigt er sich mit Konzepten zur Stärkung der Regional- und Gemeinwohlwirtschaft in Kommunen. Diesen Ansatz nennt er Wirtschaftsförderung 4.0. In seinem 2016 erschienenen Buch Ökoroutine plädiert er für eine Politik, mit der innovative Standards in Gesetzen, Verordnungen und Richtlinien festgelegt werden.
Kopatz tritt zu den Themen seiner wissenschaftlichen Tätigkeit bei Städten, Institutionen und Initiativen in Deutschland als Referent, Gastredner und Keynote Speaker auf.
Seit Juli 2022 ist er Dezernent für Klimastrukturwandel, Bauen, Stadtplanung und Mobilität der Stadt Marburg.

## Veröffentlichungen (Auswahl)
- Wirtschaft ist mehr! Wachstumsstrategien für nachhaltige Geschäftsmodelle in der Region. Das Buch zur »Wirtschaftsförderung 4.0«oekom, München 2021, ISBN 978-3-96238-317-6.
- Schluss mit der Ökomoral. Wie wir die Welt retten, ohne ständig daran zu denken, oekom, München 2019, ISBN 978-3-96238-131-8.
- Ökoroutine. Damit wir tun, was wir für richtig halten, oekom, München 2016, ISBN 978-3-86581-806-5.
- Energiewende. Aber fair! Wie sich die Energiezukunft sozial tragfähig gestalten lässt, oekom, München 2013, ISBN 978-3-86581-428-9.
- Nachhaltigkeit und Verwaltungsmodernisierung: eine theoretische und empirische Analyse am Beispiel nordrhein-westfälischer Kommunalverwaltungen. Dissertation, Universität Oldenburg 2006.
- Lokale Nachhaltigkeit. Vom internationalen Diskurs zur Umsetzung in Kommunen, BIS-Verlag, Oldenburg 1998, ISBN 3-8142-0610-X.